# Cornell Campbell
Cornell Campbell est un chanteur jamaïcain de reggae né le 23 novembre 1945 à Kingston.

## Biographie
Cornell Campbell commence à chanter à l'église durant son enfance. Il enregistre ses premiers singles pour le label Studio One du producteur Coxsone Dodd, puis fait partie des Sensations avec Jimmy Riley. Il fonde le groupe The Eternals. À partir de 1971, il travaille de nouveau en solo sous la houlette du producteur Bunny Lee. Son premier album est édité par le label britannique Trojan Records en 1973. Par la suite, Campbell abandonne le style Lovers rock et ses paroles se rapprochent des préoccupations du mouvement de pensée rastafari. Il atteint le sommet de sa popularité avec les singles Natty Dread in a Greenwich Farm et Natural Fact, puis avec l'album The Gorgon, paru en 1976,.
Au cours des années 2000, il collabore avec la formation berlinoise de dub techno Rhythm and Sound. En 2013, il réalise un album avec les londoniens de Soothsayers, sorti sur le label britannique Strut Records.

## Discographie
- 1973 : Cornell Campbell (Trojan Records) TBL 199 (matrice BLP+1)
- 1975 : Natty Dread In A Greenwich Farm (Total sounds) TSL 104
- 1975 : Dance In A Greenwich Farm (Grounation) GROL 503
- 1976 : Stalowatt (Third world) TWS-301
- 1976 : The Gorgon (Total sounds) TSL 109 (matrice DSR TS 1204)
- 1977 : Turn Back The Hands Of Time (Third world) TWS 913
- 1978 : Sweet Baby (Burning sounds) BS 1034
- 1979 : Yes I Will (Micron music limited) MICCAN 0007
- 1980 : Ropin' (Justice) JUSLP 09 (matrice JUSLP 09)
- 1982 : Boxing (Starlight Records) SDLP 908 ( matrice SDLP-908)
- 1982 : Boxing Around (Joe Gibbs Music) J.G.M.L. 6056
- 1983 : Johnnie Clark* Meets Cornell Campbell (Vista Sounds) VSLP 4016
- 1983 : Money (Live & Learn Records)  LL LP 005
- 1983 : Fight Against Corruption (Vista Sounds) VSLP 4020
- 1983 : Follow Instructions (Mobiliser Music) SRE 30
- 1984 : The New Boss (Lee's Records) BL 1

- 2014 : Good Old Days (Tuff Scout lab (el) - single